# سیارک ۵۳۰۱
سیارک ۵۳۰۱ (به انگلیسی: 5301 Novobranets، نامگذاری:1974SD3) پنج هزار و سیصد و یکمین سیارک کشف شده‌است که در ۲۰ سپتامبر ۱۹۷۴ کشف شد.
قدر مطلق سیارک برابر ۱۱٫۳۰ است.